# Maria Stuart (film din 1971)
Maria Stuart (titlul original: Mary, Queen of Scots) este un film britanic produs în 1971, în regia lui Charles Jarrott, bazat pe viața  Mariei Stuart, avându-i în distribuție pe Vanessa Redgrave, Glenda Jackson, Timothy Dalton, Nigel Davenport.

## Sinopsis
Devenită regină la vârsta de numai șase zile, Maria Stuart e ultimul monarh romano-catolic al Scoției și succesoarea de drept la tronul Angliei a verișoarei sale Elisabeta, care nu avea copii. Aceasta începe să-i instige pe nobilii scoțieni protestanți împotriva suveranei lor, care abdică în favoarea fiului său și se refugiază în Anglia. Aici e întemnițată, pentru ca, 19 ani mai târziu, să fie executată prin decapitare.

## Distribuție
- Vanessa Redgrave - Maria Stuart
- Glenda Jackson - Elizabeta I a Angliei
- Patrick McGoohan - James Stewart Conte de Moray
- Timothy Dalton - Henric Stuart, Lord Darnley - cel de-al doilea soț al Mariei
- Nigel Davenport - James Hepburn - cel de-al treilea soț al Mariei
- Trevor Howard - Sir William Cecil
- Daniel Massey - amantul Elizabetei, Robert Dudley
- Ian Holm - David Rizzio
- Andrew Keir - Ruthven
- Robert James în rolul lui reformatorului religios scoțian John Knox
- Richard Denning - Francisc al II-lea al Franței - primul soț al Mariei
- Katherine Kath - Caterina de' Medici
- Frances White - Maria Fleming
- Vernon Dobtcheff - Francisc, Duce de Guise
- Raf De La Torre - Cardinalului de Lorraine
- Richard Warner - Francis Walsingham
- Bruce Purchase - James Douglas
- Brian Coburn - George Gordon
- Maria Aitken  - Lady Bothwell
- Jeremy Bulloch - Andrew